# Vânători (Mureș)
Pour les articles homonymes, voir Vânători.
Vânători (Héjjasfalva en hongrois, Diewalsdorf ou Teufelsdorf en allemand, Deiwelsderf en dialecte saxon) est une commune roumaine du județ de Mureș, dans la région historique de Transylvanie et dans la région de développement du Centre.

## Géographie
La commune de Vânători est située dans le sud-est du județ, à la limite avec le județ de Harghita et celui de Brașov, sur le plateau de Târnava, au confluent de l'Archita avec la Târnava Mare, à 10 km à l'est de Sighișoara et à 65 km au sud-est de Târgu Mureș, le chef-lieu du județ.
La municipalité est composée des cinq villages suivants (population en 2002) :
- Archita (792) ;
- Feleag (222) ;
- Mureni (379) ;
- Șoara (649) ;
- Vânători (1 718), siège de la municipalité.

## Histoire
La première mention écrite du village date de 1329 sous le nom de heesfalva ou Villa Eyanis. La commune de Vânători a appartenu au royaume de Hongrie, puis à l'empire d'Autriche et à l'Empire austro-hongrois.
En 1876, lors de la réorganisation administrative de la Transylvanie, elle a été rattachée au comitat de Nagy-Küküllő dont le chef-lieu était la ville de Sighișoara. La commune de Vânători a rejoint la Roumanie en 1920, au traité de Trianon, lors de la désagrégation de l'Autriche-Hongrie. Après le deuxième arbitrage de Vienne, elle a été occupée par la Hongrie de 1940 à 1944, période durant laquelle sa petite communauté juive fut exterminée par les nazis. Elle est redevenue roumaine en 1945.

## Politique
| Parti | Parti                                      | Sièges |
| ----- | ------------------------------------------ | ------ |
|       | Parti social-démocrate (PSD)               | 3      |
|       | Parti national libéral (PNL)               | 3      |
|       | Union démocrate magyare de Roumanie (UDMR) | 3      |
|       | Parti Mouvement populaire (PMP)            | 3      |
|       | Parti des Roms « Pro-Europe »              | 1      |

## Religions
En 2002, la composition religieuse de la commune était la suivante :
- Chrétiens orthodoxes, 72,73 % ;
- Réformés, 21,27 % ;
- Catholiques romains, 1,86 % ;
- Unitariens, 1,46 % ;
- Pentecôtistes, 1,03 %.

## Démographie
La commune a eu jusqu'aux années 1990 une forte minorité d'origine germanique, (colons saxons du Moyen Âge). Le village d'Archita était un village entièrement saxon. Le nombre d'habitants germanophones a diminué tout au long du XXe siècle, au gré des vicissitudes de l'histoire, passant de 667 en 1880 à 559 en 1941 (disparition de l'Empire austro-hongrois), à 399 en 1956 (déportations après la Seconde Guerre mondiale), à 285 en 1977 et enfin à 23 en 1992 (ouverture des frontières après la révolution de 1989 et retour en Allemagne). En 1910, la commune comptait 1 806 Roumains (40,25 %), 1 747 Hongrois (38,93 %), 617 Allemands (13,75 %) et 317 Tsiganes (7,06 %). En 1930, on recensait 2 351 Roumains (51,66 %), 1 532 Hongrois (33,66 %), 581 Allemands (12,77 %), 26 Juifs (0,57 %) et 59 Tsiganes (1,30 %).
En 2002, 1 755 Roumains (46,67 %) côtoient 980 Hongrois (26,06 %), 9 Allemands (0,23 %) et 1 011 Tsiganes (26,88 %). On comptait à cette date 1 251 ménages et 1 403 logements.
| 1850  | 1880  | 1900  | 1910  | 1930  | 1956  | 1977  | 1992  | 2002  |
| ----- | ----- | ----- | ----- | ----- | ----- | ----- | ----- | ----- |
| 3 536 | 4 134 | 4 388 | 4 487 | 4 551 | 4 371 | 4 104 | 3 647 | 3 760 |

| 2007  | - | - | - | - | - | - | - | - |
| ----- | - | - | - | - | - | - | - | - |
| 3 993 | - | - | - | - | - | - | - | - |

## Économie
L'économie de la commune repose sur l'agriculture et l'élevage.

## Communications

### Routes
La commune est située à la bifurcation entre la route nationale DN13 (Route européenne 60) Târgu Mureș-Sighișoara-Brașov et la route régionale qui permet de rejoindre Odorheiu Secuiesc.

### Voies ferrées
Vânători est desservie par la ligne de chemin de fer Mediaș-Sighișoara-Odorheiu Secuiesc.

## Lieux et monuments
- Archita, église fortifiée du XIIIe siècle avec ses fortifications du XVe siècle en excellent état de conservation.
- Archita, ensemble de maisons paysannes typiques des villages saxons de Transylvanie.